# Forza Motorsport 5
Forza Motorsport 5 — відеогра в жанрі автосимулятор, розроблена компанією Turn 10 Studios і видана Microsoft Studios ексклюзивно для ігрової консолі Xbox One. Це п'ята частина гри підсерію Motorsport і шоста в серії Forza. Це одна з перших ігор, випущених для консолей восьмого покоління. Реліз гри відбувся одночасно зі стартом продажів Xbox One 22 листопада 2013 у всьому світі.

## Ігровий процес
Гра працює в роздільності 1080p. Заїзд демонструється з різних ракурсів: з-заду автомобіля, з капота, і вид з кабіни, де видно роботу приладів і доступне ручне перемикання швидкостей.
Гра пропонує близько 200 автомобілів і 14 трас (що є менше, ніж в попередніх частинах). Система Driveatar в одиночній кампанії через хмарні обчислення пропонує змагатися з противниками, що діють за зразком поведінки живих гравців. Drivatar за кілька заїздів визначає поведінку гравця на трасі та завантажує її алгоритми на сервер Microsoft. При цьому гравець отримує кошти за успішні виступи його Drivatar'а проти інших реальних гравців.
Багатокористувацький режим підтримує до 24-х гравців одночасно, у порівнянні з 8 в третій частині і 16 в четвертій. Також в грі з'явилися виділені сервери. В ньому передбачена можливість створення своїх клубів, проходження он-лайн заїздів, а також тюнінг автомобілів.

## Оцінки і відгуки
| Агрегатор    | Оцінка |
| ------------ | ------ |
| GameRankings | 79.49% |
| Metacritic   | 79     |

Forza Motorsport 5 отримала загалом позитивні відгуки, отримавши сукупні оцінки на агрегаторах Metacritic і GameRankings 79,49 % і 79 з 100, відповідно.